# Ссудо-сберегательная ассоциация
Ссудо-сберегательная ассоциация (англ. Savings and loan association) — разновидность кредитных учреждений, получивших широкое распространение в США. Основной функцией ссудо-сберегательных ассоциаций является аккумуляция сбережений населения и долгосрочное кредитование покупки и строительства жилых домов.
Впервые они появились в 1831 году по образцу английских строительных обществ, а к 1890 году действовали во всех штатах. Ссудо-сберегательные ассоциации осуществляют свою деятельность на федеральном уровне и уровне штата. В первом случае ассоциации организуются в виде кооператива, во втором — в виде акционерного общества. Их операции носят локальный характер – деятельность ограничена районом в радиусе 100 миль.
Основу пассивных операций составляет привлечение средств населения на различные виды счетов (сберегательные, до востребования, с предварительным уведомлением, сертификатные, инвестиционные и др.). Любой вкладчик может быть пайщиком, большинство счетов имеет статус паёв (до 80 %) пассивов, то есть их владельцы являются членами ссудо-сберегательных ассоциаций и имеют право голоса.
Активные операции представлены кредитованием на длительные сроки (до 25 лет) жилищного строительства и покупки домов, как правило, по плавающим процентным ставкам. Обеспечением служит ипотека. В начале 1980-х годов на сберегательные ассоциации приходилось около половины ипотечного рынка страны.